# Acapulco Challenger
L'Acapulco Challenger è stato un torneo professionistico di tennis giocato su campi in terra rossa. Faceva parte dell'ATP Challenger Series. Si giocava annualmente a Acapulco in Messico.

## Albo d'oro

### Singolare
| Anno       | Campione         | Finalista       | Punteggio     |
| ---------- | ---------------- | --------------- | ------------- |
| 1993       | Horst Skoff      | Javier Frana    | 6–3, 7–6      |
| 1992       | Leonardo Lavalle | Luis Herrera    | 0–6, 6–3, 6–3 |
| 1991- 1989 | Non disputato    | Non disputato   | Non disputato |
| 1988       | Eduardo Velez    | Paul Chamberlin | 7–6, 7–6      |

### Doppio
| Anno       | Campioni                       | Finalisti                       | Punteggio     |
| ---------- | ------------------------------ | ------------------------------- | ------------- |
| 1993       | Ellis Ferreira Richard Schmidt | Javier Frana Juan-Ignacio Garat | 7–6, 6–4      |
| 1992       | Royce Deppe Brent Haygarth     | Gustavo Guerrero Roberto Saad   | 6–3, 4–6, 7–6 |
| 1991- 1989 | Non disputato                  | Non disputato                   | Non disputato |
| 1988       | Shelby Cannon Greg Van Emburgh | Luis Herrera Javier Ordaz       | 6–3, 6–4      |